# 久保記念観光文化交流館
久保記念観光文化交流館（くぼきねんかんこうぶんかこうりゅうかん）は、栃木県真岡市荒町にある観光施設。愛称は「さだじろう記念館」で、美術評論家の久保貞次郎の邸宅跡を改修した施設である。

## 開館の経緯
久保記念観光文化交流館のある地域は3寺が集まる門前町で、大正時代から昭和時代にかけては料亭や芸者置屋のある賑やかな場所であった。久保記念観光文化交流館となる建物群は「久保邸」と呼ばれていたが、久保家や関係者が真岡市に保存を前提として譲渡することを申し出、市は華やかなりし頃の建物を次世代に継承するとともに、観光文化拠点施設とすることを決定し、久保記念観光文化交流館として整備・公開した。2014年10月23日開館。

## 施設

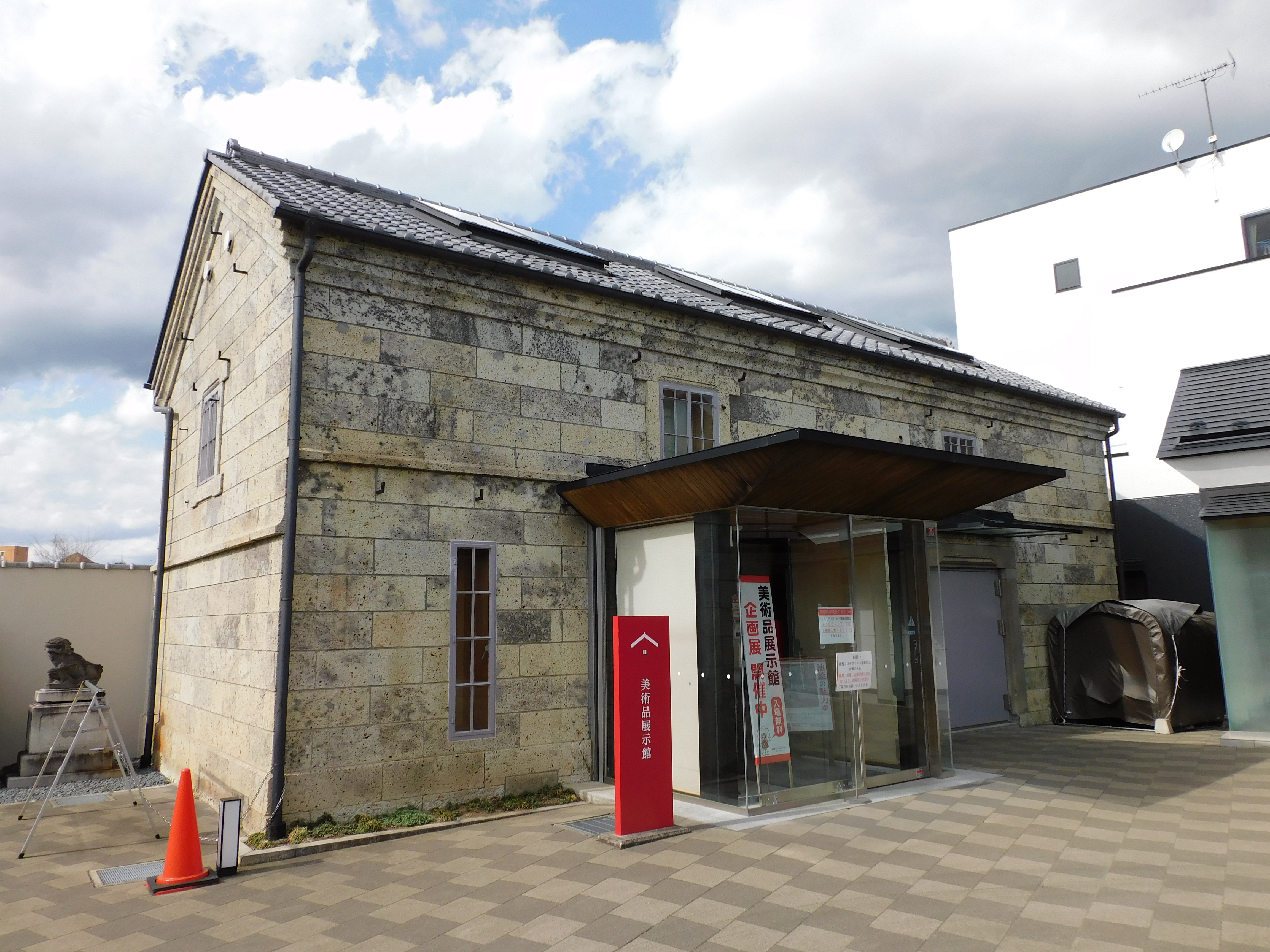
美術品展示館
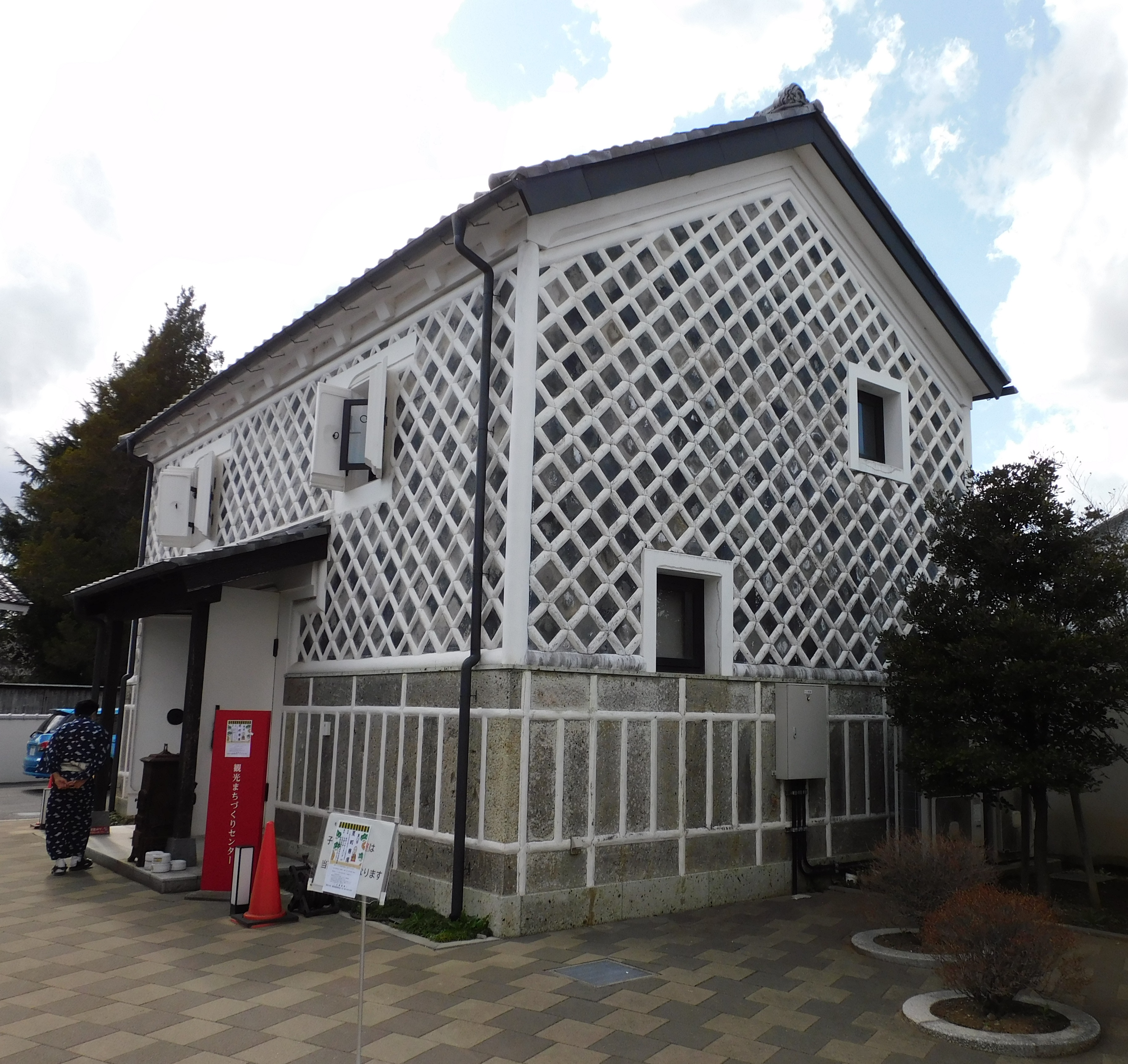
観光まちづくりセンター
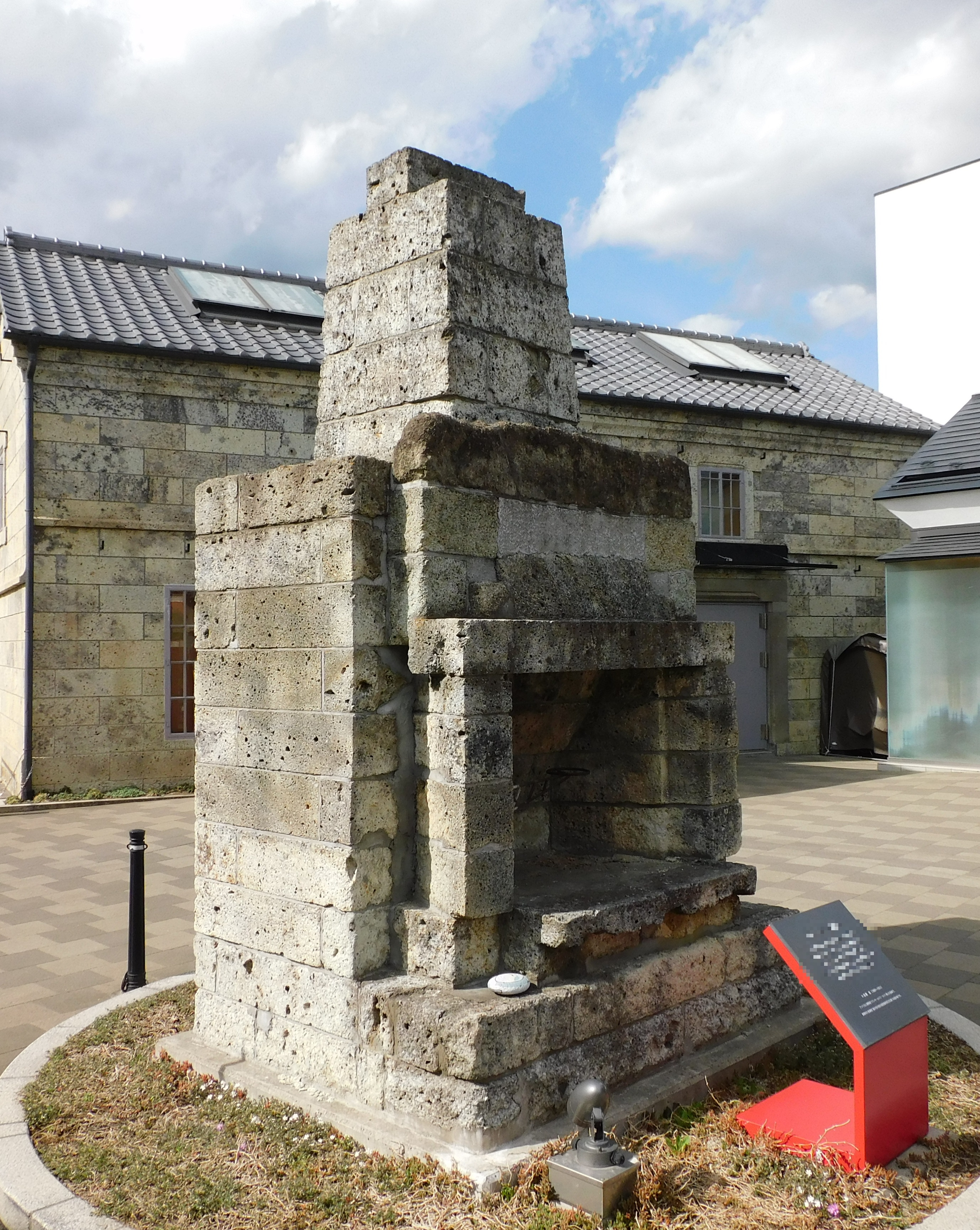
暖炉

リノベーションした明治・大正時代の蔵・洋館など、5つの建物からなる。
久保記念館
日本銀行宇都宮代理店真岡出張所真岡支金庫として利用されていた建物で、1907年（明治40年）の建築。1階は観光案内所と真岡木綿展示室、観光サロンがある。一枚板のカウンターや箪笥階段などが当時のまま残る。2階は久保貞次郎の資料展示を行う「久保資料室」がある。久保貞次郎の紹介や、久保の残した書簡・写真・原稿などを展示する。
美術品展示館
大谷石製の米蔵で、1923年（大正14年）の建築。1957年（昭和32年）に久保貞次郎がアトリエに転用し、内外の壁面に自らのコレクションを飾っていた。「久保アトリエ」と呼ばれていたこの建物には、瑛九、池田満寿夫ら多くの画家が訪れた。
主に収蔵作品の中から企画展を開催する。久保コレクションは約1,500点に及び、ほとんどの作品は収蔵庫で眠っている。まろに☆えーるのキャラクター・春崎野乃花の原画展を開催したこともある。
観光まちづくりセンター
1879年（明治12年）築のなまこ壁の土蔵を改修した施設で、もおか観光コンシェルジュなどの団体の活動拠点として利用されている。民話語り・ヨガなどのワークショップも開催される。
観光物産館
真岡木綿・イチゴ加工品・真岡鐵道のSLグッズ等の真岡市の土産品などを販売する。
Trattoria COCORO
フレンチをベースにしたイタリアンレストラン。
モニュメント「暖炉」
遠藤新の設計した、1943年（昭和18年）の作品。ここは久保ギャラリーのあった場所で、芸術作品が飾られていた。
- 美術品展示館
- 観光まちづくりセンター
- 暖炉

## 利用案内
冬季にはイチゴをかたどったイルミネーションを実施する。
- 開館時間：9時から17時まで
- 休館日：火曜日（祝日の場合は翌日）、年末年始
- 入館料：無料
- 交通
  - 真岡鐵道真岡線真岡駅より徒歩15分（1.2 km）[15]。
  - 北関東自動車道真岡ICより、自動車で12分（5.3 km）[15]